# フィラレート (モスクワ総主教)
フィラレート（Филарет, 1553年 - 1633年10月1日）はモスクワ総主教（在位：1619年 - 1633年）。1601年に剃髪するまでの世俗名はフョードル・ニキーチチ・ロマノフ (Фёдор Никитич Романов)。イヴァン雷帝時代の貴族ニキータ・ロマノヴィチ・ユーリエフ＝ザハーリンとその最初の妃との間の子。ミハイル・ロマノフの父。雷帝の后アナスタシアは叔母に当たる。

## 経歴

### 俗人時代
フョードル・ニキーチチ・ロマノフの名が史料に初出するのは1585年頃、フョードル1世に付き添い、ノヴゴロドに行軍した際である。
1586年には貴族の位を得ていた。1590年には軍司令官としてスウェーデンに行軍。ニジニ・ノヴゴロドの代官を経て、フョードル1世の死（1598年）の後、ツァーリの有力候補になったが、ボリス・ゴドゥノフが選出され、彼の下にはいる。
1601年、ロマノフ家一門が失寵を蒙り、フョードルも剃髪され、北方のアントニエフ・シースキー修道院に流された。

### 総主教としてのフィラレート
正教会では夫婦が別々の修道院に入る事が出来るが、この例外的な規定を利用し、強力なライバルであったロマノフ家当主であるフョードルに対し、夫婦それぞれ修道士になる事を強要したのがボリス・ゴドゥノフであった。この時、フョードル・ロマノフは修道士となり、修道名「フィラレート」を与えられた。フョードル夫妻には既に子がおり、これがミハイル・ロマノフである。このミハイルがのちにツァーリになったことから、総主教とツァーリが親子であるという歴史上非常に珍しい事態が生じた。
ボリス・ゴドゥノフの死の前後より、ロシアは後継者を巡って大動乱の時代を迎える。動乱が終息したあと、モスクワでツァーリに選ばれたのはミハイル・ロマノフであった。ロマノフ朝がここに創始されるが、16歳のミハイル・ロマノフはおとなしい人物であり、実権は貴族たちによる全国会議に握られていた。ツァーリ権力を抑制するという貴族達の意図が働いた人選であった。
このミハイル・ロマノフの父であったロストフ府主教フィラレート（俗名：フョードル・ロマノフ）が総主教エルモゲン（ゲルモゲン）の後継として1619年にモスクワ総主教に着座すると、フィラレートは精力的に軍制改革を含む様々な世俗面での政治改革を行い、ボリス・ゴドゥノフの死後喪われていたモスクワ大公国の国土回復に力を注いだ。ミハイル・ロマノフ自身の政務への意欲の少なさにも一因のあったこの総主教による政治は、東ローマ帝国（ビザンチン帝国）とその正教会の理念であった、世俗権力と教会の調和としてのビザンティン・ハーモニーを善しとする後代の正教会関係者から批判されるものである。
貴族たちによるツァーリ権力の抑制、そして総主教フィラレートによる統治にみられるように、17世紀前半には未だツァーリの権力はそれほど絶対的なものではなかったとも言える。ただしこうしたビザンティン・ハーモニーの破壊と教会の世俗権力への介入は政教の相互不可侵性を否定した面も有しており、世俗による教会への介入という逆もまた然りとする政治力学を否定するのを難しくする結果も招来した。